# Sven Wickström
Sven Wickström (Wikström),  död omkring 1785 troligen i Ulricehamn, var en svensk målare och kyrkomålare.
Wickström skrevs in som  lärling vid Göteborgs Målareämbete hos målarmästaren Lars Säfdahl där han utbildades 1740–1745. Han blev mästare under ämbetet 1755 och bosatte sig då som landmästare i Ulricehamn. Bland hans större arbeten märks takdekorationerna i västra delen av Ulricehamns stadskyrka som han 1761 dekorerade med änglar och en stor scen med Kains brodersmord.  